# Marta Pelinka-Marková
Marta Pelinka-Marková (geb. Marková; * 30. September 1947 in Špiklice) ist eine österreichische Publizistin aus dem Bereich internationale Kulturpublizistik und Feminismus tschechoslowakischer Herkunft. Sie veröffentlichte auch unter dem Pseudonym Marta Marková-Kotyková und Marta Marková.

## Leben
Nach dem Gymnasium studierte sie von 1966 bis 1971 an der Fakultät für Sozialwissenschaften und Publizistik der Karls-Universität Prag. Ihre Diplomarbeit schrieb sie 1971 über „Publizistische Tätigkeit Milena Jesenskäs“, die langjährige Kafka-Freundin. Es folgte 1979 die Promotion (Dr. phil.) über Hörfunkdramaturgie („Literaturgenre in der Stereofonie“).
Sie arbeitete zunächst beim Tschechoslowakischen Rundfunk und als Verlagsredakteurin in Prag. 1980 emigrierte sie nach Österreich und war dann als Universitätslektorin an der Universität Innsbruck und als freie Kulturpublizistin für die tschechischen und österreichischen Medien (u. a. die Wiener Zeitung) tätig. 1997 wurde sie Nachlassverwalterin der Schriftstellerin und Frauenrechtlerin Alice Rühle-Gerstel, deren Eintrag sie für die Neue Deutsche Biographie verfasste.
Marta Pelinka-Marková ist mit dem Politikwissenschaftler Anton Pelinka verheiratet und lebt in Wien und Innsbruck.

## Schriften (Auswahl)
- Mýtus Milena. Milena Jesenská jinak. Primus, Prag 1993, ISBN 80-85625-14-8 (dt.: Der Mythos Milena).
- Olga Havlová oder über die Würde der Frauen. Neun Porträts tschechischer Frauen. Mit einem Nachwort von Peter Demetz, Ed. Löwenzahn, Innsbruck 1996, ISBN 3-7066-2141-X.
- Alice Rühle-Gerstel: Verlassenes Ende. Gedichte. Hrsg. und mit einer biogr. Skizze von Marta Marková, Ed. Löwenzahn, Innsbruck 1998, ISBN 3-7066-2163-0.
- Auf ins Wunderland! Das Leben der Alice Rühle-Gerstel. Studienverlag, Innsbruck-Wien-Bozen 2007, ISBN 978-3-7065-4328-6.
- Alice Rühle-Gerstel: Der Umbruch oder Hanna und die Freiheit. Ein Prag-Roman. Hrsg. und mit einem Nachwort von Marta Marková, Ed. AvivA, Grambin u. a. 2007, ISBN 978-3-932338-31-1.
- Unglück auf fast allen Seiten. Milena – Staša – Jarmila. Kafkas Elternrevolte und weibliche Rebellion, Ed. Studienverlag, Innsbruck u. a. 2011, ISBN  978-3-7065-4786-4.
- Familienalbum. Erzählungen aus Mähren und Böhmen. Mit einem Nachwort von Peter Demetz, Braumüller, Wien 2011, ISBN 978-3-99200-051-7.
- Alice Rühle-Gerstel und Otto Rühle: Tommy´s Trip to Mexico – Tommys Reise nach Mexiko. Hrsg. und mit einem Vorwort von Marta Marková, LIT Verlag, Wien 2020, ISBN 978 3-643-50997-0.
- Auf Knopfdruck. Vienna Post War Flair. Lit-Verlag, Wien 2018, ISBN 978-3-643-50902-4.